# Catedral de Torreón
La Catedral de Torreón, oficialmente Catedral de Nuestra Señora del Carmen es un templo católico elevado al rango de catedral, siendo sede de la Diócesis de Torreón. Se ubica en la ciudad de Torreón, en el estado de Coahuila, México.

## Historia
La construcción del templo comenzó el 24 de junio de 1912 a cargo de los carmelitas que recién estaban instalados en Torreón, la construcción del templo ocurrió durante la Revolución Mexicana, aun que no se vio afectada.
En mayo de 1920 la construcción concluyó y fue consagrada como parroquia y estuvo a cargo de los carmelitas hasta que debió cerrarse por la Guerra Cristera y la Ley Calles.
Después de tales acontecimientos abrió de nuevo sus puertas al culto y estuvo ahora a cargo de los jesuitas en 1932.
El 19 de abril 1958 la parroquia fue consagrada a catedral cuando el papa Pío XII mediante la bula Qui hanc erigió la Diócesis de Torreón y eligió esta parroquia para que sea sede de la diócesis, teniendo que entregar los jesuitas la catedral a los sacerdotes diocesanos en 1960.

## Galería
|                          |
| Interior de la catedral. |